# زیست‌فناوری دارویی
بیوتکنولوژی دارویی یکی از رشته‌های تخصصی داروسازی است که هدف از آن تربیت نیروی انسانی و متخصص در رشته بیوتکنولوژی دارویی به منظور رفع نیازهای آموزشی و پژوهشی دانشکده‌های داروسازی و مراکز پژوهشی کشور و همچنین تربیت نیروی انسانی متخصص و مجرب برای صنایع داروسازی کشور جهت تولید و کنترل مواد اولیه داروی بیولوژیک می‌باشد.
فارغ‌التحصیلان این رشته می‌توانند درزمینه‌های مختلف این رشته از قبیل تولید مواد اولیه داروئی، تولید مواد بیولوژیک، کنترل بیولوژیک داروها، بدست آوردن مواد اولیه بیولوژیک جدید از سلول‌های حیوانی، قارچ‌ها، باکتری‌ها و سایر میکروارگانیسم‌ها فعالیت کنند.